# Непрекидна функција
Интуитивно, непрекидна функција је она функција, која за довољно мале промене вредности аргумента има произвољно мале промене вредности функције. Такође, интуитивно, непрекидну функцију замишљамо као функцију чији график можемо нацртати не подижући оловку са папира.
Непрекидност функције је појам везан за топологију, где је непрекидност функција реалних бројева специјалан случај. За функцију која није непрекидна кажемо да је прекидна, тј. да има прекид.

## Дефиниције

### Кошијева дефиниција
Кошијева дефиниција је дефиниција на {\displaystyle \varepsilon -\delta } језику, и везана је за функције реалних бројева.
Посматрајмо функцију {\displaystyle f:X\rightarrow \mathbb {R} ,X\subseteq \mathbb {R} }. Нека је {\displaystyle x_{0}\in X} тачка нагомилавања скупа {\displaystyle X}. 
Функција {\displaystyle f} је непрекидна у тачки {\displaystyle x_{0}}, ако је:
{\displaystyle (\forall \varepsilon >0)(\exists \delta >0)(\forall x\in X)(|x-x_{0}|<\delta \Rightarrow |f(x)-f(x_{0})|<\varepsilon )}
Ова дефиниција је еквивалентна са: 
Функција {\displaystyle f} је непрекидна у тачки {\displaystyle x_{0}}, ако је:
{\displaystyle \lim _{x\rightarrow x_{0}}f(x)=f(x_{0})}

### Хајнеова дефиниција
Овом дефиницијом описана је непрекидна функција преко граничне вредности низа.
Реална функција {\displaystyle f} је непрекидна ако за сваки низ {\displaystyle (x_{n})_{n\in \mathbb {N} }}, такав да 
{\displaystyle \lim _{n\rightarrow \infty }x_{n}=L},
важи
{\displaystyle \lim _{n\rightarrow \infty }f(x_{n})=f(L)}
Овде смо наравно претпоставили да сваки члан низа припада домену функције.

### Тополошка дефиниција
Непрекидна функција из једног тополошког простора у други је функција чија је инверзна слика било ког отвореног скупа отворена, што се записује као:
Функција {\displaystyle f:X\rightarrow \mathbb {R} } је непрекидна у тачки {\displaystyle x_{0}\in X} ако
{\displaystyle (\forall V\in {\mathcal {V}}(f(x_{0})))(\exists U\in {\mathcal {V}}(x_{0}))(f(U\cap X)\subseteq V)}.
Функција је непрекидна на области ако је непрекидна у свим тачкама области.
Непрекидна пресликавања су морфизми тополошког простора.
Ако функција слика реалне бројеве у реалне бројеве (оба простора са стандардном топологијом), онда је ова дефиниција непрекидности еквивалентна дефиницији непрекидности која се јавља у анализи.

### Непрекидност са стране
Посматрајмо функцију {\displaystyle f:X\rightarrow \mathbb {R} },
функција је непрекидна са леве стране у тачки {\displaystyle x_{0}} ако
{\displaystyle \lim _{x\rightarrow x_{0}-0}f(x)=f(x_{0})}
функција је непрекидна са десне стране у тачки {\displaystyle x_{0}} ако
{\displaystyle \lim _{x\rightarrow x_{0}+0}f(x)=f(x_{0})}
Теорема: Функција {\displaystyle f:X\rightarrow \mathbb {R} } је непрекидна у тачки {\displaystyle x_{0}\in X} ако и само ако је непрекидна у тој тачки и са леве и са десне стране.

## Непрекидност на скупу
Функција {\displaystyle f} је непрекидна на скупу {\displaystyle X\subseteq \mathbb {R} } ако је непрекидна у свакој тачки тог скупа, односно на {\displaystyle \varepsilon -\delta } језику:
{\displaystyle (\forall x_{0}\in X)(\forall \varepsilon >0)(\exists \delta >0)(\forall x\in X)(|x-x_{0}|<\delta \Rightarrow |f(x)-f(x_{0})|<\varepsilon )}

## Униформна непрекидност
Функција {\displaystyle f:X\rightarrow \mathbb {R} } је униформно непрекидна на скупу {\displaystyle X} ако
{\displaystyle (\forall \varepsilon >0)(\exists \delta >0)(\forall x_{1},x_{2}\in X)(|x_{1}-x_{2}|<\delta \Rightarrow |f(x_{1})-f(x_{2})|<\varepsilon )}

## Локална својства непрекидних функција
Под локалним својствима непрекидне функције се подразумевају својства функције која су уско повезана са понашањем функције у околини неке тачке непрекидности.

## Глобална својства непрекидних функција
Глобална својства непрекидне функције се односе на понашање функције у неком непрекидном интервалу дефинисаности.
Дефиниција: Функција {\displaystyle f:X\rightarrow \mathbb {R} ,X\subseteq \mathbb {R} } је непрекидна на неком скупу {\displaystyle X} ако је непрекидна у свакој тачки тог скупа.

Функција је део-по-део непрекидна на скупу {\displaystyle [a,b]} ако постоји коначно много тачака {\displaystyle a=x_{0}<x_{1}<x_{2}<...<x_{n}=b} тако да је функција дефинисана на сваком сегменту {\displaystyle (x_{i},x_{i+1}),i={0,1,2,...,n-1}} и на крајевима тих интервала има одговарајуће лимесе.

### Болцано-Кошијева теорема о међувредности
Нека је дата непрекидна функција {\displaystyle f:[a,b]\rightarrow \mathbb {R} } и нека је {\displaystyle f(a)=A} и {\displaystyle f(b)=B}. Ако је {\displaystyle C} произвољна вредност између {\displaystyle A} и {\displaystyle B}, онда постоји тачка {\displaystyle c\in [a,b]} за коју важи: {\displaystyle f(c)=C}.
Специјално, ако функција {\displaystyle f} узима вредности различитих знакова на крајевима сегмента {\displaystyle [a,b]}, тј. ако је {\displaystyle f(a)\cdot f(b)<0}, онда постоји тачка {\displaystyle c\in [a,b]} тако да је: {\displaystyle f(c)=0}.

### Вајерштрасова теорема о ограничености непрекидне функције
Ако је функција {\displaystyle f:[a,b]\rightarrow \mathbb {R} } непрекидна на {\displaystyle [a,b]}, она је и ограничена на {\displaystyle [a,b]} и постоје тачке у оквиру тог сегмента у којима она достиже своју максималну и минималну вредност на сегменту.

## Непрекидност код елементарних функција
Види елементарне функције
Теорема: Све елементарне функције су непрекидне на свом природном домену.